# Liste der Biografien/Viv
Liste der Biografien |
Portal Biografien |
Personensuche
# |
A |
B |
C |
D |
E |
F |
G |
H |
I |
J |
K |
L |
M |
N |
O |
P |
Q |
R |
S |
T |
U |
V |
W |
X |
Y |
Z |
?
 
Va |
Vd |
Ve |
Vh |
Vi |
Vj |
Vl |
Vn |
Vo |
Vr |
Vs |
Vt |
Vu |
Vy
 
Via |
Vib |
Vic |
Vid |
Vie |
Vif |
Vig |
Vih |
Vii |
Vij |
Vik |
Vil |
Vim |
Vin |
Vio |
Vip |
Viq |
Vir |
Vis |
Vit |
Viu |
Viv |
Vix |
Viy |
Viz
Die Liste der Biografien führt alle Personen auf, die in der deutschsprachigen Wikipedia einen Artikel haben. Dieses ist eine Teilliste mit 113 Einträgen von Personen, deren Namen mit den Buchstaben „Viv“ beginnt.

## Viv

### Viva
- Viva, Rosina (1899–1983), italienische Malerin
- Viva, Vincenzo (* 1970), deutsch-italienischer Geistlicher, römisch-katholischer Bischof von Albano
- Vivado Orsini, Ida (1913–1989), chilenische Pianistin und Komponistin
- Vivaise, Caroline de, französische Kostümbildnerin
- Vivaldi, Antonio (1678–1741), italienischer KomponistAntonio Vivaldi (1678–1741)

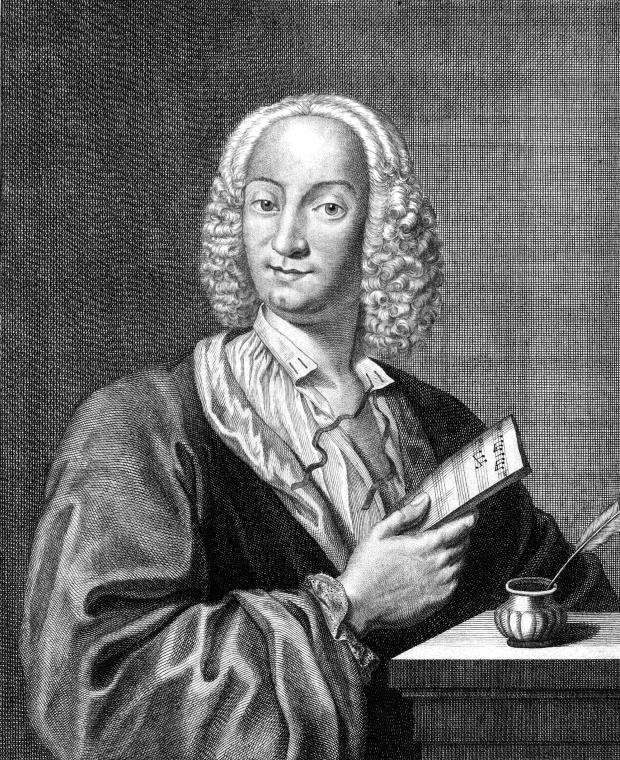
Antonio Vivaldi (1678–1741)

- Vivaldi, Giovanni Battista (1655–1736), italienischer Violinist
- Vivaldi, Juan Manuel (* 1979), argentinischer Feldhockeyspieler
- Vivaldo, Ugolino de, genuesischer Seefahrer
- Viván, Carlos (1903–1971), argentinischer Schauspieler, Tangosänger, -dichter und -komponist
- Vivanco Valiente, Mariano (1933–2004), kubanischer Geistlicher, katholischer Bischof
- Vivanco, Sebastián de († 1622), spanischer Komponist der Renaissance
- Vivanco, William (* 1975), kubanischer Sänger und Songwriter
- Vivanco-Guzmán, Andoni (* 1990), spanischer Tennisspieler
- Vivancos i Farràs, Bernat (* 1973), katalanischer Komponist, Organist, Pianist, Chorleiter und Musikpädagoge
- Vivancos, Felipe (* 1980), spanischer Hürdenläufer
- Vivans, Geoffroy de (1543–1592), französischer Hugenottenführer
- Vivante, Raffaele (1864–1965), italienischer Hygieniker
- Vivanti, Annie (1866–1942), englische, italienische Schriftstellerin
- Vivanti, Giulio (1859–1949), italienischer Mathematiker und Mathematikhistoriker
- Vivanti-Lindau, Anna (1828–1880), deutsche Salonnière, Schriftstellerin und Übersetzerin
- Vivar Dorado, Ángel (* 1974), spanischer Fußballspieler
- Vivar, Jerónimo de, spanischer Chronist der Conquista
- Vivar, Paolo (* 1977), chilenischer Fußballspieler
- Vivarelli, Carlo (1919–1986), Schweizer Künstler
- Vivarelli, Debora (* 1993), italienische Tischtennisspielerin
- Vivarelli, Piero (1927–2010), italienischer Filmregisseur und Drehbuchautor
- Vivarelli, Roberto (1929–2014), italienischer Neuzeit-Historiker
- Vivarini, Alvise, venezianischer Maler
- Vivarini, Antonio, italienischer Maler
- Vivarini, Bartolomeo, italienischer Maler
- Vivas Robelo, César Bosco (1941–2020), nicaraguanischer Geistlicher, römisch-katholischer Bischof von León en Nicaragua
- Vivas, Achito (* 1934), kolumbianischer Fußballtorwart
- Vivas, Borja (* 1984), spanischer Kugelstoßer
- Vivas, David (* 1998), venezolanischer Sprinter
- Vivas, Jorge (* 1988), kolumbianischer Boxer im Mittelgewicht
- Vivas, Nelson (* 1969), argentinischer Fußballspieler und -trainer
- Vivas, Paul Jefferson (* 1991), philippinischer Badmintonspieler
- Vivas, Sara (* 1966), spanische Schauspielerin und Synchronsprecherin

### Vive
- Viveash, Adrian (* 1969), englischer Fußballspieler und Fußballtrainer
- Viveiros, Craig (* 1986), britisch-portugiesischer Filmregisseur, Drehbuchautor und Fernsehproduzent
- Viveiros, Emanuel (* 1966), austro-kanadischer Eishockeyspieler und -trainer
- Viveiros, Layne (* 1995), austro-kanadischer Eishockeyspieler
- Viveiros, Nuno (* 1983), portugiesischer Fußballspieler
- Vivek (* 1971), deutscher Satsang-Lehrer und Singer-Songwriter
- Vivekananda (1863–1902), hinduistischer Mönch und GelehrterVivekananda (1863–1902)

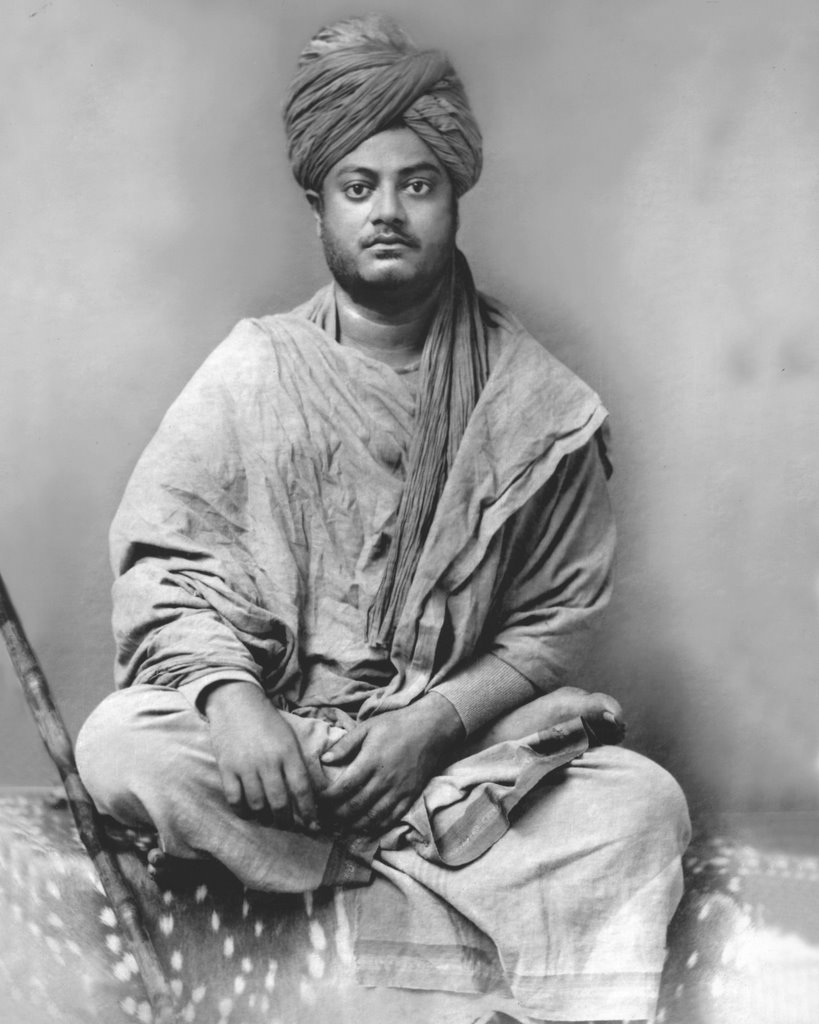
Vivekananda (1863–1902)

- Vivelin von Straßburg, deutscher Bankier
- Vivell, Adolf (1878–1959), deutsch-schweizerischer Gartenarchitekt
- Vivell, Coelestin (1846–1923), deutscher Benediktiner und Musikforscher
- Vivell, Hellmuth (* 1949), deutscher Pianist und Hochschullehrer
- Vivell, Oskar (1917–1981), deutscher Arzt
- Vivenot, Alfred von (1836–1874), österreichischer Offizier und Historiker
- Vivenot, Dominik von (1764–1833), österreichischer Arzt
- Vivenot, Rudolph von (1807–1884), österreichischer Arzt und Chirurg
- Vivenot, Rudolph von (1833–1870), österreichischer Arzt und Klimatologe
- Vivenza, Vittorina (1912–2007), italienische Diskuswerferin, Weitspringerin und Sprinterin
- Viver Arza, Carlos (* 1973), spanischer Handballtrainer
- Vivero y Aberrucia, Rodrigo de, Gouverneur der Philippinen
- Vivero y Menchaca, Alonso Peres de (1598–1661), spanischer General, 3. Graf von Fuensaldagne (Fuensaldaña) und Gouverneur von Mailand, zuletzt spanischer Botschafter in Frankreich
- Viveros, Bardomiano (1951–1994), mexikanischer Fußballspieler
- Viveros, Gustavo (* 1947), chilenischer Fußballspieler
- Vives i Ballvé, Ricard (1886–1982), katalanischer klassischer Pianist und Musikpädagoge
- Vives i Roig, Amadeu (1871–1932), katalanischer Komponist und Schriftsteller
- Vives y Tutó, José de Calasanz Félix Santiago (1854–1913), Kurienkardinal
- Vivès, Bastien (* 1984), französischer Comic-Autor
- Vives, Carlos (* 1961), kolumbianischer Sänger und SchauspielerCarlos Vives (* 1961)

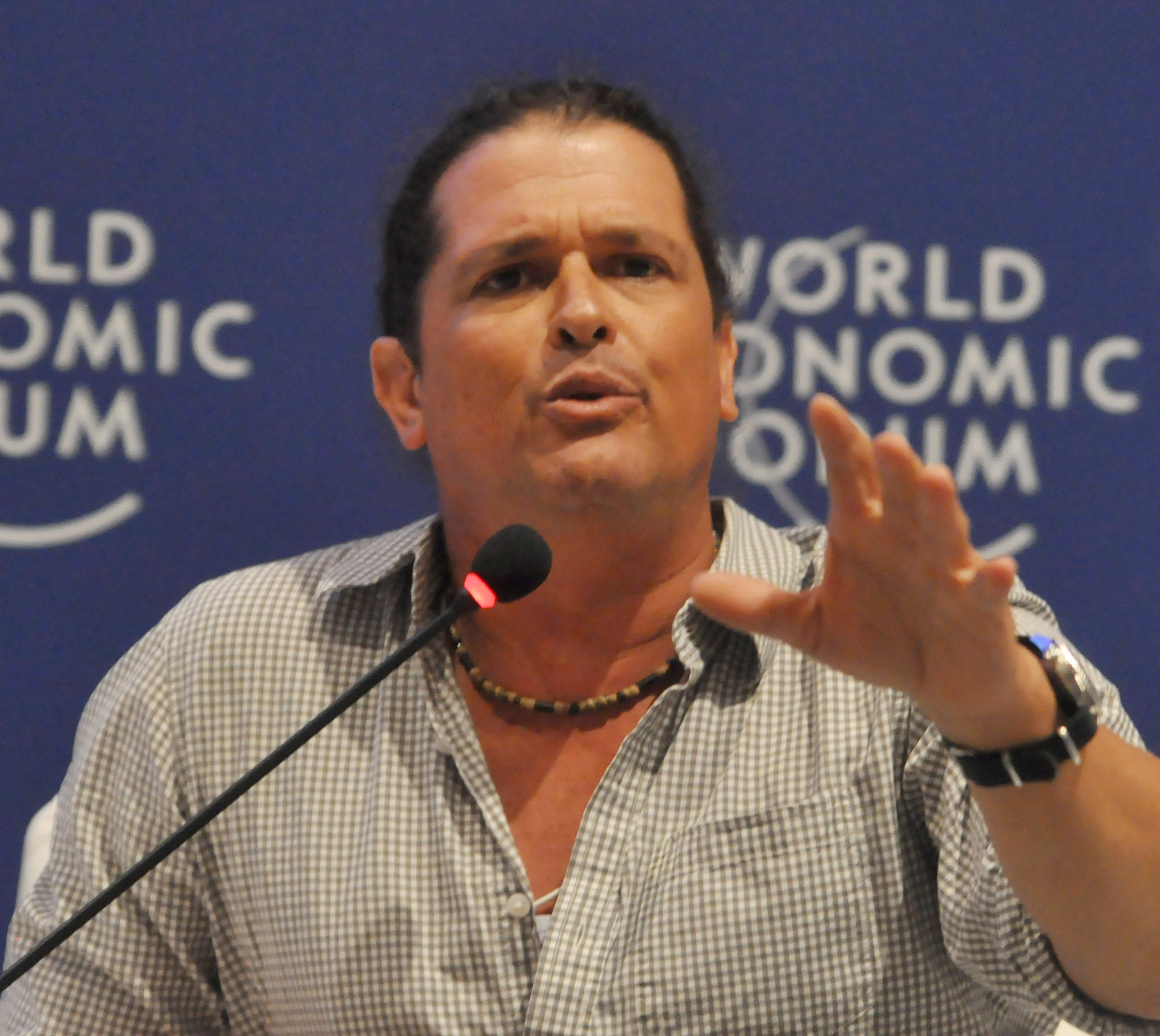
Carlos Vives (* 1961)

- Vives, Giuseppe (* 1980), italienischer Fußballspieler
- Vives, Juan Luis (1492–1540), spanischer Humanist und Lehrer
- Vives, Salvador (1943–2020), spanischer Schauspieler und Synchronsprecher
- Vives, Viviane (* 1961), spanische Schauspielerin und Fotografin
- Vivex, Georges (1890–1953), belgischer Turner

### Vivi
- Vivian, Herr von Haifa im Königreich Jerusalem
- Vivian Ólafsdóttir (* 1984), isländische Schauspielerin
- Vivian, Cordy Tindell (1924–2020), US-amerikanischer Politiker, Autor, begabter Redner und enger Freund Martin Luther Kings während der Bürgerrechtsbewegung
- Vivian, Dani (* 1999), spanischer Fußballspieler
- Vivian, George (1872–1936), kanadischer Sportschütze
- Vivian, John Charles (1887–1964), US-amerikanischer Politiker
- Vivian, Matheus (* 1982), brasilianischer Fußballspieler
- Vivian, Nicholas, 6. Baron Vivian (1935–2004), britischer Peer und Politiker (Conservative Party)
- Vivian, Nick (* 1964), britischer Drehbuchautor
- Vivian, Roxana (1871–1961), US-amerikanische Mathematikerin
- Vivian, Weston E. (1924–2020), US-amerikanischer Politiker
- Vivian, Young (* 1935), niueanischer Premierminister
- Viviana von Bigarden († 1179), benediktinische Äbtissin
- Viviane (* 1983), Schweizer Comiczeichnerin
- Viviani, Antonio (1560–1620), italienischer Maler und Freskant des späten Manierismus
- Viviani, Elena (* 1992), italienische Shorttrackerin
- Viviani, Elia (* 1989), italienischer Bahn- und StraßenradrennfahrerElia Viviani (* 1989)

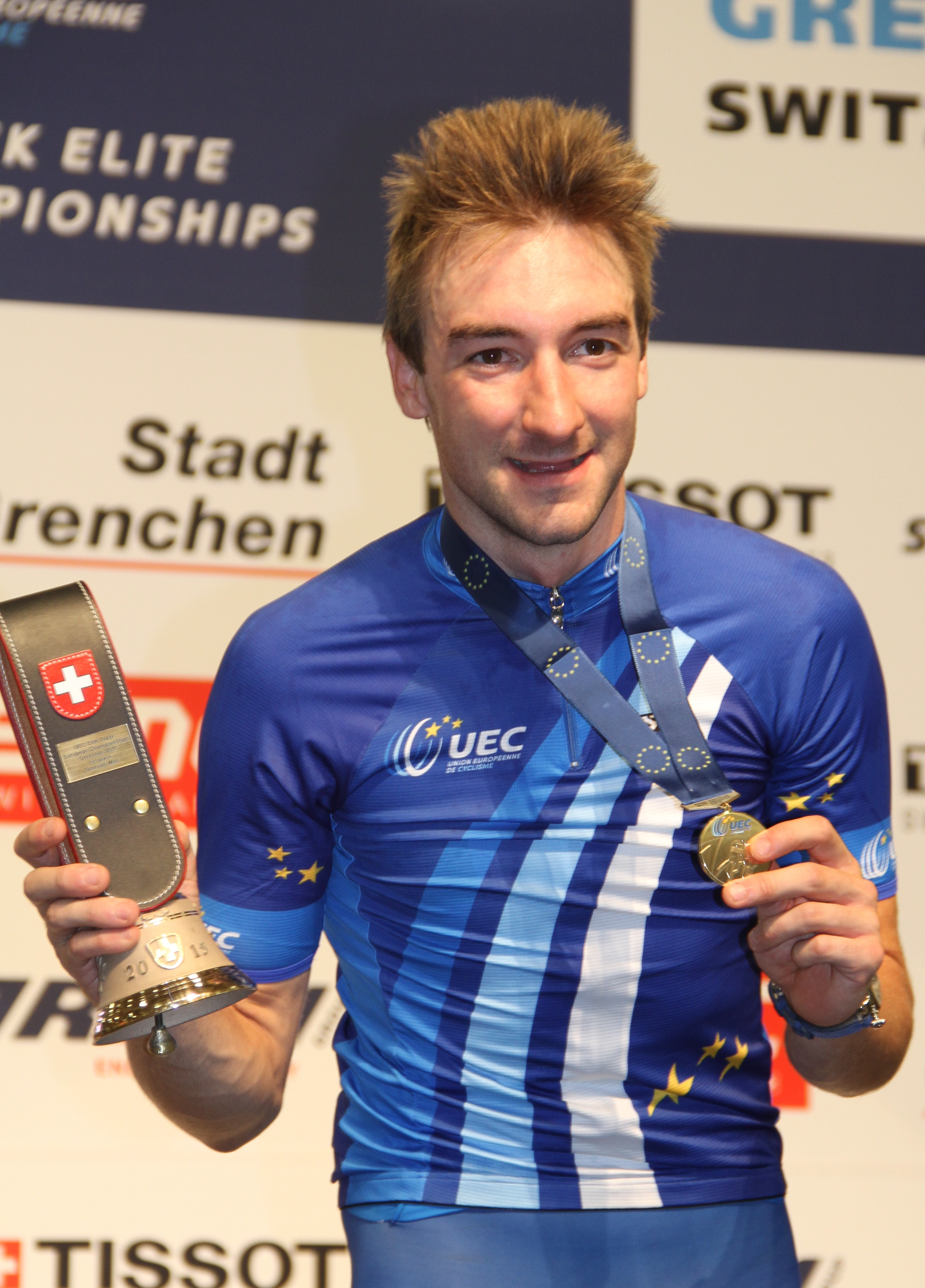
Elia Viviani (* 1989)

- Viviani, Federico (* 1992), italienischer Fußballspieler
- Viviani, Giovanni Buonaventura (1638–1692), italienischer Komponist und Violinist
- Viviani, Maria Vittoria (* 1999), italienische Tennisspielerin
- Viviani, René (1863–1925), französischer Regierungschef
- Viviani, Vincenzo (1622–1703), Mathematiker und Physiker
- Viviano, Benedict Thomas (* 1940), US-amerikanischer Ordensgeistlicher (Dominikaner), Theologe, Neutestamentler
- Viviano, Emiliano (* 1985), italienischer Fußballtorhüter
- Vivié, Ernst Gottfried (1823–1902), deutscher Bildhauer
- Vivie, Paul de (1853–1930), französischer Radsportler und Herausgeber
- Vivie, Rainer de (1938–2020), deutscher Herzchirurg, Hochschullehrer
- Vivie-Riedle, Regina de (1958–2024), deutsche Chemikerin und Hochschullehrerin
- Vivieca, Berónica (* 1990), dominikanische Badmintonspielerin
- Vivien de Saint-Martin, Louis (1802–1897), französischer Geograph
- Vivien, Joseph (1657–1734), französischer Portraitist, der vor allem durch Pastellmalerei hervortrat
- Vivien, Renée (1877–1909), britische Dichterin und eine der letzten Vertreterinnen des SymbolismusRenée Vivien (1877–1909)

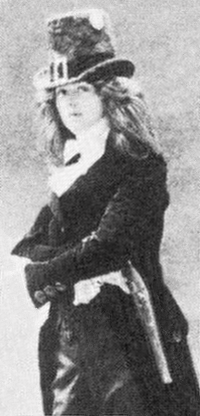
Renée Vivien (1877–1909)

- Vivien, Richard (* 1964), französischer Radsportler
- Vivien, Robert-André (1923–1995), französischer Politiker, Mitglied der Nationalversammlung und Staatssekretär
- Vivier, Claude (1948–1983), kanadischer Komponist
- Vivier, Jacques (1930–2021), französischer Radrennfahrer
- Vivier, Luke (* 2000), südafrikanischer Eishockeyspieler
- Vivier, Robert (1894–1989), belgischer Romanist, Italianist, Dichter und Schriftsteller
- Vivier, Roger (1907–1998), französischer Modedesigner für Schuhe
- Vivilo, Bischof von Passau
- Vivin, Louis (1861–1936), französischer Maler

### Vivo
- Vivo, Filippo de, italienischer Historiker und Hochschullehrer

### Vivr
- Vivre, Gérard de, Grammatiker und Fremdsprachendidaktiker